# Acalypha squarrosa
Acalypha squarrosa é uma espécie de flor do gênero Acalypha, pertencente à família Euphorbiaceae.